# Richard Marden
Richard Eustace Marden (* 1928 in Hendon (London), Middlesex; † 13. November 2006 in London) war ein britischer Filmeditor.

## Leben
Marden begann seine Laufbahn im Filmgeschäft beim Tonschnitt Mitte der 1950er Jahre. Am Ende des Jahrzehnts wechselte er zum Filmschnitt und war bis einschließlich 1996 an rund 38 Produktionen beteiligt.
Er montierte in den 1960er Jahren bis in die 1980er Jahre hinein mehrere Filme mit dem Regisseur Stanley Donen.
1972 wurde er für seine Arbeit an Sunday, Bloody Sunday mit dem British Academy Film Award ausgezeichnet. Zwei Jahre zuvor war seine Montage von Königin für tausend Tage für den Eddie-Award der American Cinema Editors nominiert.

## Filmografie (Auswahl)
- 1965: Othello
- 1966: Zwei auf gleichem Weg (Two for the Road)
- 1967: Mephisto ‘68 (Bedazzled)
- 1968: Das Millionending (Hot Millions)
- 1969: Unter der Treppe (Staircase)
- 1969: Königin für tausend Tage (Anne of the Thousand Days)
- 1971: Malpertuis
- 1971: Sunday, Bloody Sunday
- 1971: Maria Stuart, Königin von Schottland (Mary, Queen of Scots)
- 1972: Mord mit kleinen Fehlern (Sleuth)
- 1976: Retter der Nation (Carry On England)
- 1978: Der Herr der Karawane (Caravans)
- 1980: Saturn-City (Saturn 3)
- 1980: Mord im Spiegel (The Mirror Crack’d)
- 1982: Das Böse unter der Sonne (Evil under the Sun)
- 1984: Schuld daran ist Rio (Blame It on Rio)
- 1984: Die letzten Tage von Pompeji (The Last Days of Pompeii)
- 1984: Camelot – Der Fluch des goldenen Schwertes (Sword of the Valiant – The Legend of Gawain and the Green Knight)
- 1985: Der Falke und der Schneemann (The Falcon and the Snowman)
- 1986: Half Moon Street
- 1987: Hellraiser – Das Tor zur Hölle (Hellraiser)
- 1988: Hellbound – Hellraiser II (Hellbound: Hellraiser II)
- 1990: Cabal – Die Brut der Nacht (Nightbreed)
- 1990: Hamlet
- 1993: … und der Himmel steht still (The Innocent)
- 1993: Zeffirellis Spatz (Storia di una capinera)
- 1995: Im Schatten des Terrors (Hearts and Minds)
- 1996: Jane Eyre